# 賽倫 (小行星)

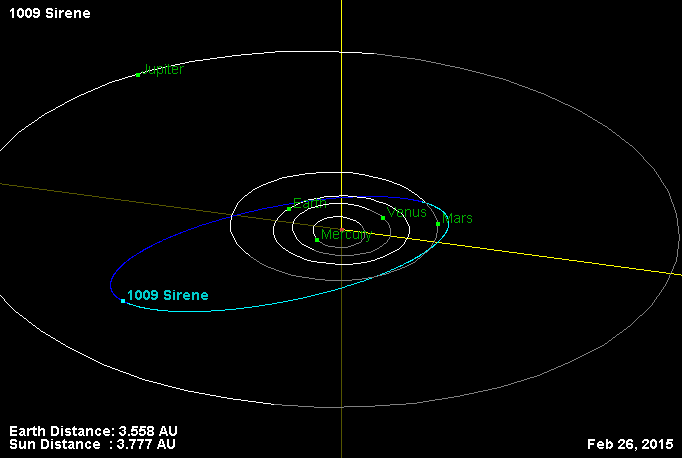
赛伦的轨道图

賽倫（1009 Sirene）是一顆火星軌道穿越小行星，它是卡爾·威廉·萊茵姆特在1923年10月31日發現的，隨後以希臘神話命名為賽倫。它的臨時名稱是1923 PE，並且是一顆迷蹤小行星，直到1982年才在帕洛瑪天文台48英吋 (120公分)施密特望遠鏡的底片中再尋獲。
(1009) 賽倫的半長軸是2.63AU，遠遠超越了火星，但是它的高離心率軌道使它會穿越火星軌道，而讓它能接近火星。它在1500年至2500年間會有11次接近火星至30Gm，在1940年最接近時，距離只有7.3Gm。